# ادهی خوی
ادهی خوی (به انگلیسی: Addhi Khuyi) در هند است که در punjab, india واقع شده‌است.